# Lionel Cust

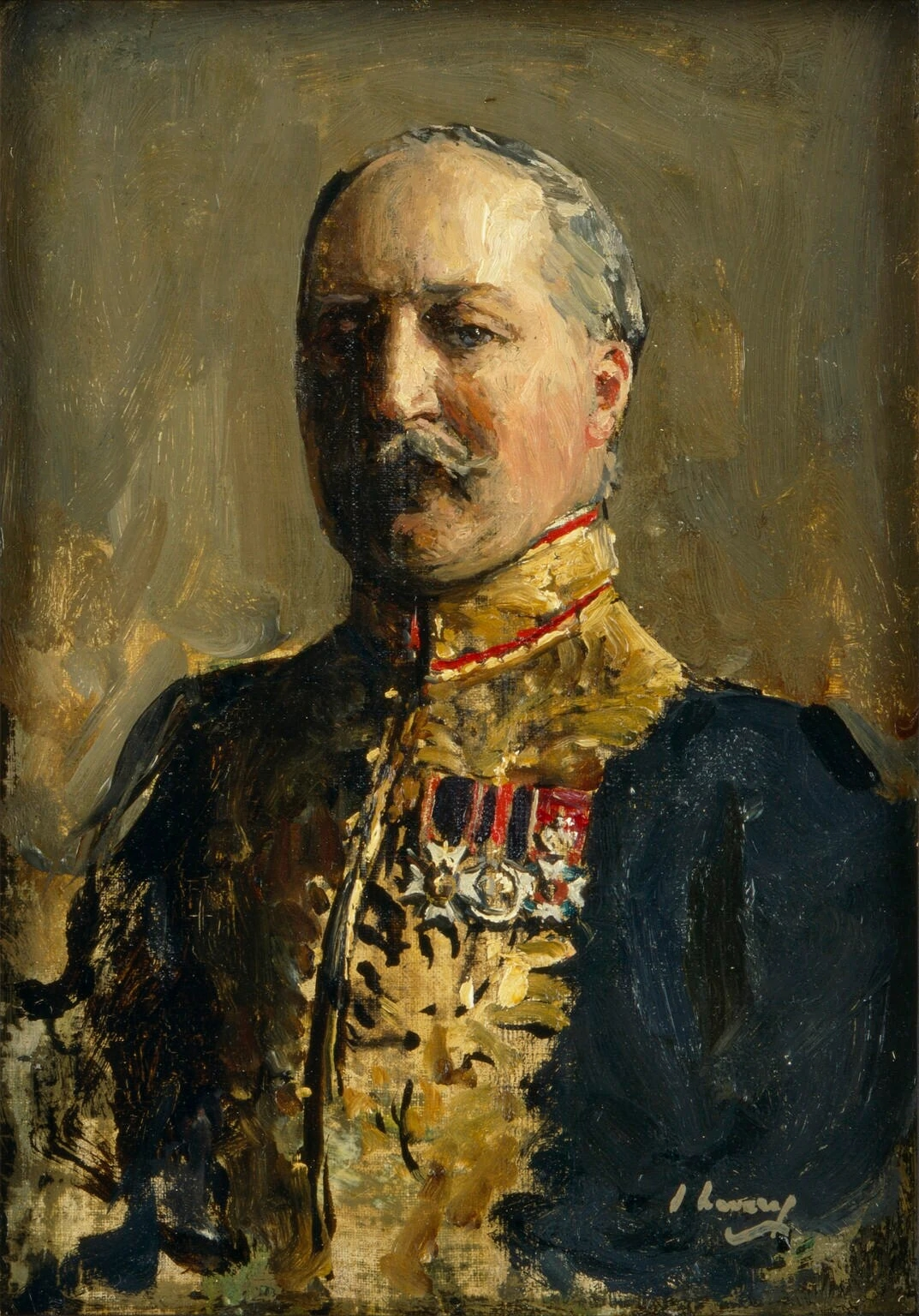
Lionel Cust

Sir Lionel Henry Cust (* 25. Januar 1859 in London; † 12. Oktober 1929 in Datchet House, Datchet, Buckinghamshire) war ein britischer Kunsthistoriker.

## Leben und Werk
Lionel Cust war der Sohn des Anwalts Sir Reginald John Cust (1828–1912) und seiner Frau Elizabeth Bligh, Tochter von Edward Bligh, 5. Earl of Darnley. Er besuchte Eton College und studierte am Trinity College in Cambridge.
1882 wurde Cust zunächst Mitarbeiter des War Office, eine Arbeit, die ihm jedoch nicht zusagte. 1884 wechselte er auf Anregung von Sydney Colvin als Mitarbeiter in die graphische Sammlung des British Museum. Auf Anregung des damaligen Leiters Sidney Colvin beschäftigte er sich überwiegend mit den nordeuropäischen Schulen. Den holländischen, flämischen, deutschen und französischen Künstlern widmete er einen zweibändigen Katalog, zu Anthonis van Dyck und Albrecht Dürer veröffentlichte er Studien.
Von 1895 bis 1909 war er als Nachfolger von George Scharf Direktor der National Portrait Gallery in London. Hier konnte er seinen zwei Hauptinteressen nachgehen, der Kunstgeschichte und der Geschichte des britischen Adels. Während seiner Amtszeit zog das Museum in seine heutigen Räume am St Martin’s Place in London.
1901 wurde er unter König Edward VII. Gentleman Usher und als Surveyor of Pictures in Ordinary to His Majesty zuständig für die königlichen Kunstsammlungen. 1927 trat er von diesem Ämtern zurück. 1901 wurde er Mitglied des Royal Victorian Order (MVO), 1914 Commander des Ordens (CVO) und 1927 als Knight Commander of the Royal Victorian Order (KCVO) geadelt (Sir).
Neben kunsthistorischen Werken schrieb er zahlreiche Beiträge für das Dictionary of National Biography sowie mit Sydney Colvin die Geschichte der Society of Dilettanti.

## Veröffentlichungen (Auswahl)
- Index of Artists Represented in the Department of Prints and Drawings in the British Museum. 2 Bände. British Museum/Longmans, London 1893–1896.
- mit Sydney Colvin: History of the Society of Dilettanti. Macmillan, London 1898 (Digital). Erweiterte Neuausgabe 1914 (Digital).
- A History of Eton College. London/New York 1899 (Digital).
- Anthony Van Dyck, an Historical Study of his Life and Works. Bell, London 1900.
- The National Portrait Gallery. 2 Bände. Cassell, London 1901–1902
- A Description of the Sketch-book by Sir Anthony Van Dyck, Used by him in Italy, 1621–1627, and Preserved in the Collection of the Duke of Devonshire, at Chatsworth. Bell, London 1902.
- The Royal Collection of Paintings: Buckingham Palace. London 1905.
- King Edward VII and His Court. Some Reminiscences. London 1930